# Centelhador
O centelhador a gás é um elemento de proteção de alta capacidade de corrente e baixa velocidade de condução, apresentando duas tensões de disparo, a nominal (100V/s) àquela especificada no componente e a de regime de impulso (1kV/µs), que pode variar entre 350V e 1,2kV dependendo do fabricante e da tensão nominal. Fabricado com dois ou três elétrodos, estes separados por uma cerâmica especial que tem o mesmo coeficiente de dilatação do metal aplicado, onde o dielétrico é o argônio dopado com um ionizador primário, e seus eletrodos são depositados elementos radioativos para manter um disparo constante. A pressão interna do gás do centelhador normalmente é menor que a pressão atmosférica, na existência de qualquer micro fissura na cerâmica ou na solda dos eletrodos provocada por manuseio errado ou envelhecimento, esta permitirá a entrada do oxigênio para dentro da câmara, contaminando o gás e alterando a tensão de disparo em regime de impulso, chegando a tensões de 2 a 5 kV, e posteriormente todo o funcionamento do componente, comprometendo o desempenho do protetor e colocando o equipamento protegido em risco. É aconselhável testar os protetores a cada 3 anos, substituindo os produtos que apresentarem alterações.
O centelhador opera como uma chave dependente da tensão. Quando a tensão supera seu valor de "corte" (operação), um arco é criado entre seus terminais, oferecendo um caminho de baixa impedância, pelo pino de menor resistência que deverá estar conectado ao terra. Esta operação oferece proteção a sistemas eletro-eletrônicos contra surtos de corrente e tensão, permitindo que o sistema opere em seus níveis normais. 